# مسعدة (الرقة)
مسعدة قرية سورية تتبع ناحية الكرامة في منطقة مركز الرقة في محافظة الرقة. بلغ عدد سكانها 4558 نسمة في عام 2004 حسب إحصاء المكتب المركزي للإحصاء.